# Rina Saripowa

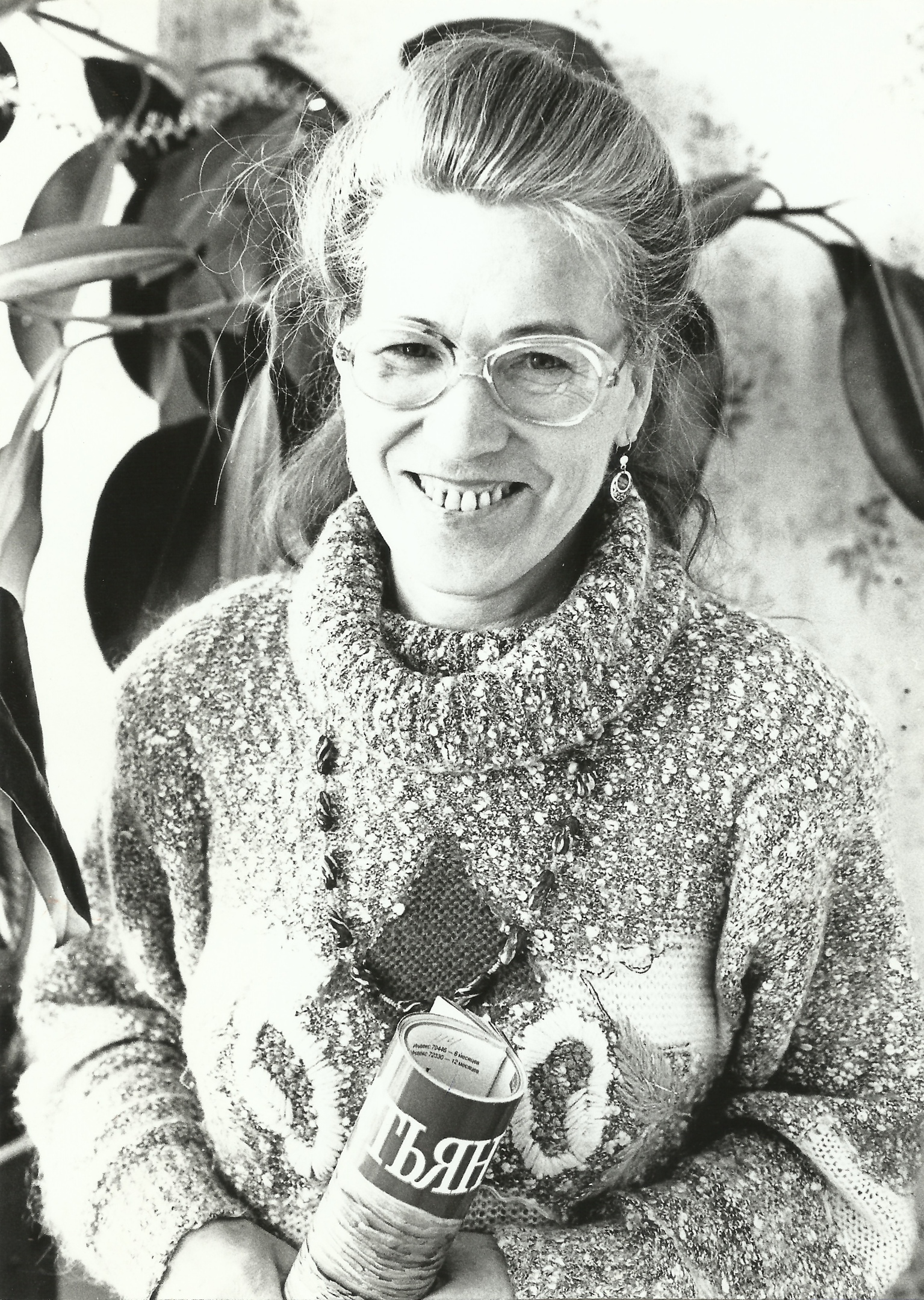
Rina Saripowa in den frühen 1990er Jahren, Kasan

Rina Saripowa (tatarisch Rina Bayan qızı Zaripova, russisch Рина Баяновна Зарипова, engl. Transkription Rina Zaripova, geb. Ağumova – Агумова, * 12. März 1941 in Meñnär, Aktanyschski Bezirk, TASSR, UdSSR; † 10. Januar 2008 in Kasan, Tatarstan, Russland) war eine tatarische Journalistin, Übersetzerin, Lehrerin, Verdiente Kulturarbeiterin der Republik Tatarstan (1995) und Preisträgerin des Wettbewerbs für Journalisten „Bällür qäläm“ („Kristallstift“) (2001).
Von 1973 bis 2002 arbeitete sie als Ressortleiterin für Leserpost in der Zeitung „Tatarstan yäşläre“ („Jugend von Tatarstan“). Ihre Artikel behandeln eine breite Palette von Themen im Zusammenhang mit Fragen von Moral, Erziehung, Familie u. a.

## Leben
Rina Saripowa wurde am 12. März 1941 im Dorf Meñnär geboren und war eine Tochter der Familie der Schullehrer Mäsrürä Sarifullina und Fätxelbayan Ağumov. In ihrer Geburtsurkunde wurde ein falsches Datum eingetragen: 19. März. Aus einer Reihe von Mullahs stammend, musste ihr Vater mit seiner Familie aufgrund der Politik der Kommunisten in viele Arbeitsplätze wechseln. Ihre Großmutter und zwei Brüder ihres Vaters wurden unterdrückt und 1930, 1936 bzw. 1937 von Handlangern des Stalinismus erschossen. Ihre Familie war immer gezwungen, zwischen verschiedenen Orten umzuziehen und blieb für kurze Zeit in Meñnär und Käzkäy. Es waren acht Kinder in der Familie. Ihr Vater nahm am Deutsch-Sowjetischen Krieg teil. Danach zog ihre Familie nach Yaña Älem, wo sie ihre zweijährige Grundschulausbildung hatte. Dann zog ihre Familie für eine Weile in die Dörfer İske Soltanğol, Şärip und Yuğarı Gäräy. Sie beendete ihre zehnjährige Schulausbildung in Yuğarı Gäräy.
1960 wurde sie an der Fakultät für russisch-tatarische Philologie des Elabuga Pädagogischen Instituts aufgenommen und beendete ihre Ausbildung 1965. Im Auftrag des Instituts unterrichtete sie russische Literatur und Sprache an den Schulen der Dörfer Tatar Saralanı (1964–1967) und Keçe Yılğa (1967–1968). 1967 heiratete sie den Physiklehrer Zahit Zarifov.
1968 zog die Familie Zarifov nach Kasan. Am 20. Februar 1969 begann Rina Saripowa für die Zeitung „Tatarstan yäşläre“ zu arbeiten. 1973 wurde sie Ressortleiterin für Leserpost und bekleidete diese Position bis 2002.
Am 13. Februar 1995 erhielt sie den Titel „Verdiente Kulturarbeiterin der Republik Tatarstan“. Am 17. Mai 2001 wurde sie Preisträgerin des Journalistenwettbewerbs „Bällür qäläm“ in der Nominierung „Ehre und Respekt“.
Nach ihrer Pensionierung veröffentlichte sie weiterhin in Zeitschriften und Zeitungen wie „Tatarstan yäşläre“, „Tatar ile“ („Tatarenwelt“), „Watanım Tatarstan“ („Meine Heimat Tatarstan“), „Şähri Qazan“ („Stadt Kasan“), „Молодежь Татарстана“ („Jugend von Tatarstan“), „Mäğrifät“ („Aufklärung“), Zeitschrift „İdel“ („Die Wolga“).
Im Jahr 2003 strahlte der Sender „Yaña Ğasır“ („Das neue Jahrhundert“) eine Folge des Programms „Adäm belän Xäwa“ („Adam und Eva“) aus, das der Familie Zarifov gewidmet war. 2005 wurde sie mit der Medaille „Zum Gedenken an den 1000. Jahrestag von Kasan“ ausgezeichnet.
In ihren letzten Jahren, nach der Entdeckung von Krebstumoren, wurde sie zweimal operiert. Sie starb am 10. Januar 2008 an Krebs. Rina Saripowa wurde auf dem muslimischen Friedhof von Kasan an der Mamadyshsky-Chaussee beigesetzt.

## Zeitung „Tatarstan yäşläre“
Rina Saripowa war nicht nur die Ressortleiterin für Leserpost der Zeitung „Tatarstan Yäşläre“, sondern sie leitete auch andere Rubriken, die eng mit ihrer Ressort verbunden waren.

### Die Rubrik „Serdäş“
Zum ersten Mal machte Rina Saripowa ihre Schüler aus dem Dorf Tatar Saralanı mit der Rubrik „Serdäş“ („Vertrauensperson“) der Zeitung „Tatarstan yäşläre“ vertraut. In dieser Rubrik, die von der Journalistin und Ressortleiterin für Leserpost, Sufiya Akhmetova, eröffnet wurde, teilten die Leser der Zeitung ihre Fragen mit in der Hoffnung, von der Zeitung Unterstützung zu Fragen von Moral, Erziehung, Familie u. a. zu erhalten.
Am 20. Februar 1969 begann Rina Saripowa in der Zeitung „Tatarstan Yäşläre“ zu arbeiten. Zunächst fungierte sie als Übersetzerin und Assistentin der Leiterin des Ressorts für Leserpost der Journalistin Sufiya Akhmetova. Nachdem Sufiya Akhmetova 1970 in den Ruhestand getreten war, wurden das Leserpost-Ressort und diese Rubrik von verschiedenen Personen geleitet: Farit Khakimzyanov, Galiya Raimova, Farit Galiyev u. a. Anschließend wurden das Leserpost-Ressort und die Rubrik „Serdäş“ von Rina Saripowa übernommen.

### Die Rubrik „Şimbä“
Die Rubrik der Zeitung „Şimbä“ („Samstag“) war verschiedenen herausragenden Persönlichkeiten der TASSR gewidmet. Auf Wunsch der Leser wurden oft Lieder berühmter Komponisten mit Noten veröffentlicht. Da die Leser oft nach Veröffentlichungen von Liedern von Sara Sadykowa fragten, hatte Rina Saripowa regelmäßig mit ihr Kontakt, was die beiden später näher brachte und Freunde werden ließ.

## Bücher
1982 veröffentlichte der Tatarische Buchverlag das Buch „Ğailä cılısı“ („Familienwärme“) von Rina Saripowa, das aus ihren Artikeln bestand, die auf Briefen von Lesern verschiedener Jahre basierten. Das Buch enthüllt verschiedene soziale Probleme, die eng mit dem Thema Familie verbunden sind. Jeder Abschnitt endet mit den Schlussfolgerungen der Autorin.
In den 1980-90er Jahren wurden die Aufsätze von Rina Saripowa in verschiedenen Artikelsammlungen veröffentlicht. Unter ihnen befinden sich die Bücher „Cide yul çatında“ und „Täwbä“, die 1990 und 1991 vom Tatarischen Buchverlag veröffentlicht wurden.

## Familie
Mit ihrem Ehemann, Zahit Sadrislam ulı Zarifov, der lange Zeit leitender Lehrer und Ingenieur an der Nationalen Universität für Forschungstechnologie in Kasan war, hatte sie vier Kinder.

## Veröffentlichungen

### Artikel
- Zaripova Rina (Januar 2003). „İ, ğomer ağışları… = Oh, fließende Flüsse unseres Lebens…“ (tt) (10319 / 11). Kasan: İdel-Press.
- Zaripova Rina (März 2005). „Meñnärneñ seren sıydırğan «Serdäş» = „Vertrauter“ birgt tausend Geheimnisse“ (tt) (10658 / 38). Kasan: İdel-Press.
- Zaripova Rina (Dezember 2004). „Onıtılmas xatirälär = Unvergessliche Erinnerungen“ (tt) (10612 / 70). Kasan: İdel-Press.
- Zaripova Rina (November 2004). „Şıfalı „qan'eçkeçlär“ = Heilender Blutegel“ (tt) (10597 / 55). Kasan: İdel-Press.
- Zaripova Rina (Februar 2003). „Tirän mäğnäle berqatlılıq = Tiefe bedeutungsvolle Einfachheit“ (tt) (10327 / 19). Kasan: İdel-Press.
- Zaripova Rina (Dezember 2006). „Yaña yıl – moğciza, ä bez romantiqlar idek = Neujahr ist ein Wunder, und wir waren Romantiker“ (tt) (10929 / 75). Kasan: İdel-Press.

### Bücher
- Rina Zaripova: Ğailä cılısı =Familienwärme. Tatarischer Buchverlag, Kazan 1982 (vk.com).
- Yäzilä Abdulqadıyrova, Rina Zaripova (Hrsg.): Täwbä = Buße. Tatar Books Publishers, Kazan 1991, ISBN 5-298-00662-0.

### Film
- Adäm belän Xäwa. Rina belän Zahit Zaripovlar ğailäse = Die Sendung „Adam und Eva“. Die Familie von Rina und Zahit Zaripov „Tatarstan — Yaña Ğasır“ Sender, 2003.

### Radiosendung
- Rail Sadrıy: Küñel cılısın öläşkändä = Herzliche Wärme hinterlassen. Tatarstan radiosı, 5. März 2021 (tatarisch).